# Sikorsky SH-60 Seahawk
Sikorsky SH-60 este un elicopter polivalent utilizat de forțele navale ale SUA. Elicopterul este derivat din Sikorsky UH-60 Black Hawk.

## Aeronave similare
- Eurocopter AS532 Cougar
- Sikorsky UH-60 Black Hawk
- AgustaWestland AW149
- KAI Surion